# Emmanuel de Croÿ-Solre
Emmanuel de Croÿ-Solre, principe di Solre (Condé-sur-l'Escaut, 23 giugno 1718 – Parigi, 30 marzo 1784), è stato un generale francese, maresciallo di Francia dal 1783.

## Biografia
Figlio unico di Philippe-Alexandre-Emmanuel de Croy, principe di Solre e di Mœurs e di Marie-Marguerite-Louise contessa di Milendonck, entrò nei moschettieri nel 1736 e fu assegnato nel 1738 al reggimento Royal-Roussillon.
Durante la guerra di successione austriaca servì nell'Armata di Vestfalia agli ordini del maresciallo de Maillebois nel 1741, quindi passò all'Armata di Boemia ed in Baviera si ritrovò alla presa di Dingolfing, marciò poi in soccorso di Braunau am Inn, assediata.
Il 18 febbraio 1741 sposò Angélique-Adélaïde d'Harcourt, figlia del maresciallo d'Harcourt da cui ebbe due figli:
- Adélaïde (6 dicembre 1741-25 aprile 1822), sposò Joseph de Croÿ d'Havre;
- Anne-Emmanuel (10 novembre 1743-15 dicembre 1803).

Nel 1744 servì nell'armata del maresciallo de Saxe, quindi come volontario prese parte agli assedi di Menen e di Ypres, terminando la campagna a Courtrai. L'11 maggio 1745 ebbe parte importante alla battaglia di Fontenoy meritando gli elogi del sovrano.
Impiegato nel 1746 nell'Armata del re, prese parte agli assedi di Anversa, di Mons e di Saint-Guillain; partecipò all'attacco a Ramillies il 7 ottobre e alla battaglia di Roucoux l'11.
Nel 1747 alla testa della sua brigata combatté alla battaglia di Lauffeldt marciando subito dopo all'assedio di Berg-Op-Zoom dove ebbe il comando della cavalleria. Servì l'anno successivo all'assedio di Maastricht e fu nominato maresciallo di campo, lasciando quindi il reggimento. In qualità di maresciallo di campo fu impiegato nell'armata del maresciallo de Belle-Isle, comandando il campo di Calais. A tale incarico si affiancò l'anno successivo il comando delle truppe di Artois, Piccardia, Calaisis e Boulonnais, oltre che la difesa delle coste di Calais. Il 1º gennaio 1759 fu nominato cavaliere dell'Ordine del Re, e sin dal dicembre precedente era stato promosso tenente generale. Conservò il comando di Calais sino al 30 aprile 1760, per essere poi destinato all'Armata di Germania, dove comandò svariate unità, per poi passare nell'armata del maresciallo de Soubise con cui fece le campagne di Assia e di Vestfalia, durante le quali si mise in luce in più di un episodio.
Fu nominato maresciallo di Francia il 13 giugno 1783.